# Avril Lavigne/Diskografie
Diese Diskografie ist eine Übersicht über die musikalischen Werke der franko-kanadischen Pop-Rock-Sängerin Avril Lavigne. Den Quellenangaben und Schallplattenauszeichnungen zufolge verkaufte sie bisher mehr als 88,4 Millionen Tonträger. Ihre erfolgreichste Veröffentlichung ist das Debütalbum Let Go mit über 20 Millionen verkauften Einheiten.

## Alben

### Studioalben
| Jahr | Titel Musiklabel                             | Höchstplatzierung, Gesamtwochen, AuszeichnungChartplatzierungen (Jahr, Titel, Musiklabel, Platzierungen, Wochen, Auszeichnungen, Anmerkungen) | Höchstplatzierung, Gesamtwochen, AuszeichnungChartplatzierungen (Jahr, Titel, Musiklabel, Platzierungen, Wochen, Auszeichnungen, Anmerkungen) | Höchstplatzierung, Gesamtwochen, AuszeichnungChartplatzierungen (Jahr, Titel, Musiklabel, Platzierungen, Wochen, Auszeichnungen, Anmerkungen) | Höchstplatzierung, Gesamtwochen, AuszeichnungChartplatzierungen (Jahr, Titel, Musiklabel, Platzierungen, Wochen, Auszeichnungen, Anmerkungen) | Höchstplatzierung, Gesamtwochen, AuszeichnungChartplatzierungen (Jahr, Titel, Musiklabel, Platzierungen, Wochen, Auszeichnungen, Anmerkungen) | Höchstplatzierung, Gesamtwochen, AuszeichnungChartplatzierungen (Jahr, Titel, Musiklabel, Platzierungen, Wochen, Auszeichnungen, Anmerkungen) | Höchstplatzierung, Gesamtwochen, AuszeichnungChartplatzierungen (Jahr, Titel, Musiklabel, Platzierungen, Wochen, Auszeichnungen, Anmerkungen) | Anmerkungen                                                |
| Jahr | Titel Musiklabel                             | DE | AT | CH | UK | US | FR | CA | Anmerkungen                                                |
| ---- | -------------------------------------------- | --- | --- | --- | --- | --- | --- | --- | ---------------------------------------------------------- |
| 2002 | Let Go Arista Records (BMG Ariola)           | DE2 ×3Dreifachgold · (52 Wo.)DE | AT2 Platin · (49 Wo.)AT | CH2 ×2Doppelplatin · (61 Wo.)CH | UK1 ×6Sechsfachplatin · (81 Wo.)UK | US2 ×7Siebenfachplatin · (98 Wo.)US | FR13 Platin · (85 Wo.)FR | CA1 Diamant · (123 Wo.)CA | Erstveröffentlichung: 4. Juni 2002 Verkäufe: + 20.000.000  |
| 2004 | Under My Skin Arista Records (Sony BMG)      | DE1 Gold · (53 Wo.)DE | AT1 Platin · (49 Wo.)AT | CH2 Platin · (47 Wo.)CH | UK1 ×2Doppelplatin · (37 Wo.)UK | US1 ×3Dreifachplatin · (66 Wo.)US | FR4 Gold · (66 Wo.)FR | CA1 ×5Fünffachplatin · (65 Wo.)CA | Erstveröffentlichung: 24. Mai 2004 Verkäufe: + 10.000.000  |
| 2007 | The Best Damn Thing RCA Records (Sony BMG)   | DE1 Platin · (47 Wo.)DE | AT1 Platin · (39 Wo.)AT | CH2 Platin · (45 Wo.)CH | UK1 Platin · (46 Wo.)UK | US1 ×2Doppelplatin · (51 Wo.)US | FR3 Gold · (80 Wo.)FR | CA1 ×2Doppelplatin · (29 Wo.)CA | Erstveröffentlichung: 13. April 2007 Verkäufe: + 6.000.000 |
| 2011 | Goodbye Lullaby RCA Records (Sony)           | DE4 (13 Wo.)DE | AT3 (10 Wo.)AT | CH2 (18 Wo.)CH | UK9 Gold · (9 Wo.)UK | US4 Gold · (26 Wo.)US | FR4 (13 Wo.)FR | CA2 (32 Wo.)CA | Erstveröffentlichung: 2. März 2011 Verkäufe: + 1.070.000   |
| 2013 | Avril Lavigne Epic Records (Sony)            | DE15 (3 Wo.)DE | AT9 (3 Wo.)AT | CH8 (5 Wo.)CH | UK14 Silber · (4 Wo.)UK | US5 Gold · (12 Wo.)US | FR30 (4 Wo.)FR | CA4 Platin · (2 Wo.)CA | Erstveröffentlichung: 1. November 2013 Verkäufe: + 815.000 |
| 2019 | Head Above Water BMG Rights Management (WMG) | DE3 (5 Wo.)DE | AT2 (4 Wo.)AT | CH4 (6 Wo.)CH | UK10 (2 Wo.)UK | US13 (2 Wo.)US | FR34 (4 Wo.)FR | CA1 (5 Wo.)CA | Erstveröffentlichung: 15. Februar 2019 Verkäufe: + 10.000  |
| 2022 | Love Sux Atlantic Records (WMG)              | DE6 (4 Wo.)DE | AT3 (4 Wo.)AT | CH7 (4 Wo.)CH | UK3 (2 Wo.)UK | US9 (3 Wo.)US | FR70 (2 Wo.)FR | CA1 (13 Wo.)CA | Erstveröffentlichung: 25. Februar 2022                     |

### Livealben
| Jahr | Titel Musiklabel                        | Höchstplatzierung, Gesamtwochen, AuszeichnungChartplatzierungen (Jahr, Titel, Musiklabel, Platzierungen, Wochen, Auszeichnungen, Anmerkungen) | Höchstplatzierung, Gesamtwochen, AuszeichnungChartplatzierungen (Jahr, Titel, Musiklabel, Platzierungen, Wochen, Auszeichnungen, Anmerkungen) | Höchstplatzierung, Gesamtwochen, AuszeichnungChartplatzierungen (Jahr, Titel, Musiklabel, Platzierungen, Wochen, Auszeichnungen, Anmerkungen) | Höchstplatzierung, Gesamtwochen, AuszeichnungChartplatzierungen (Jahr, Titel, Musiklabel, Platzierungen, Wochen, Auszeichnungen, Anmerkungen) | Höchstplatzierung, Gesamtwochen, AuszeichnungChartplatzierungen (Jahr, Titel, Musiklabel, Platzierungen, Wochen, Auszeichnungen, Anmerkungen) | Höchstplatzierung, Gesamtwochen, AuszeichnungChartplatzierungen (Jahr, Titel, Musiklabel, Platzierungen, Wochen, Auszeichnungen, Anmerkungen) | Höchstplatzierung, Gesamtwochen, AuszeichnungChartplatzierungen (Jahr, Titel, Musiklabel, Platzierungen, Wochen, Auszeichnungen, Anmerkungen) | Anmerkungen                            |
| Jahr | Titel Musiklabel                        | DE | AT | CH | UK | US | FR | CA | Anmerkungen                            |
| ---- | --------------------------------------- | --- | --- | --- | --- | --- | --- | --- | -------------------------------------- |
| 2003 | My World EP Arista Records (BMG Ariola) | DE46 (3 Wo.)DE | — | CH84 (1 Wo.)CH | — | — | — | CA48 (22 Wo.)CA | Erstveröffentlichung: 2. November 2003 |

### Kompilationen
| Jahr | Titel Musiklabel                    | Höchstplatzierung, Gesamtwochen, AuszeichnungChartplatzierungen (Jahr, Titel, Musiklabel, Platzierungen, Wochen, Auszeichnungen, Anmerkungen) | Höchstplatzierung, Gesamtwochen, AuszeichnungChartplatzierungen (Jahr, Titel, Musiklabel, Platzierungen, Wochen, Auszeichnungen, Anmerkungen) | Höchstplatzierung, Gesamtwochen, AuszeichnungChartplatzierungen (Jahr, Titel, Musiklabel, Platzierungen, Wochen, Auszeichnungen, Anmerkungen) | Höchstplatzierung, Gesamtwochen, AuszeichnungChartplatzierungen (Jahr, Titel, Musiklabel, Platzierungen, Wochen, Auszeichnungen, Anmerkungen) | Höchstplatzierung, Gesamtwochen, AuszeichnungChartplatzierungen (Jahr, Titel, Musiklabel, Platzierungen, Wochen, Auszeichnungen, Anmerkungen) | Höchstplatzierung, Gesamtwochen, AuszeichnungChartplatzierungen (Jahr, Titel, Musiklabel, Platzierungen, Wochen, Auszeichnungen, Anmerkungen) | Höchstplatzierung, Gesamtwochen, AuszeichnungChartplatzierungen (Jahr, Titel, Musiklabel, Platzierungen, Wochen, Auszeichnungen, Anmerkungen) | Anmerkungen                                            |
| Jahr | Titel Musiklabel                    | DE | AT | CH | UK | US | FR | CA | Anmerkungen                                            |
| ---- | ----------------------------------- | --- | --- | --- | --- | --- | --- | --- | ------------------------------------------------------ |
| 2024 | Greatest Hits Legacy Records (Sony) | DE21 (1 Wo.)DE | AT11 (1 Wo.)AT | CH47 (1 Wo.)CH | UK33 Silber · (7 Wo.)UK | US76 (3 Wo.)US | FR87 (1 Wo.)FR | — | Erstveröffentlichung: 21. Juni 2024 Verkäufe: + 67.500 |

### Remixalben
| Jahr | Titel Musiklabel                                    | Anmerkungen                              |
| ---- | --------------------------------------------------- | ---------------------------------------- |
| 2010 | 12″ Masters: The Essential Mixes RCA Records (Sony) | Erstveröffentlichung: 17. September 2010 |

### EPs
| Jahr | Titel Musiklabel                                        | Anmerkungen                                                                   |
| ---- | ------------------------------------------------------- | ----------------------------------------------------------------------------- |
| 1999 | The Quinte Spirit Summit Sound (SSI)                    | Erstveröffentlichung: 1999 Stephen Medd feat. Avril Lavigne & Stephanie Trott |
| 2003 | The Angus Drive Arista Records (BMG)                    | Erstveröffentlichung: 5. Januar 2003                                          |
| 2003 | Avril Live: Try to Shut Me Up Arista Records (BMG)      | Erstveröffentlichung: 31. Dezember 2003                                       |
| 2004 | Avril Live Acoustic Arista Records (BMG)                | Erstveröffentlichung: 1. Juli 2004                                            |
| 2007 | Walmart Soundcheck RCA Records (Sony BMG)               | Erstveröffentlichung: 30. Januar 2007                                         |
| 2007 | Nissan Live Sets on Yahoo! Music RCA Records (Sony BMG) | Erstveröffentlichung: 1. Mai 2007                                             |
| 2008 | MTV.com Live: Avril Lavigne Arista Records (Sony BMG)   | Erstveröffentlichung: 25. März 2008                                           |
| 2008 | Control Room: Live RCA Records (Sony BMG)               | Erstveröffentlichung: 15. April 2008                                          |

## Singles

### Als Leadmusikerin
| Jahr | Titel Album                                                | Höchstplatzierung, Gesamtwochen, AuszeichnungChartplatzierungen (Jahr, Titel, Album, Platzierungen, Wochen, Auszeichnungen, Anmerkungen) | Höchstplatzierung, Gesamtwochen, AuszeichnungChartplatzierungen (Jahr, Titel, Album, Platzierungen, Wochen, Auszeichnungen, Anmerkungen) | Höchstplatzierung, Gesamtwochen, AuszeichnungChartplatzierungen (Jahr, Titel, Album, Platzierungen, Wochen, Auszeichnungen, Anmerkungen) | Höchstplatzierung, Gesamtwochen, AuszeichnungChartplatzierungen (Jahr, Titel, Album, Platzierungen, Wochen, Auszeichnungen, Anmerkungen) | Höchstplatzierung, Gesamtwochen, AuszeichnungChartplatzierungen (Jahr, Titel, Album, Platzierungen, Wochen, Auszeichnungen, Anmerkungen) | Höchstplatzierung, Gesamtwochen, AuszeichnungChartplatzierungen (Jahr, Titel, Album, Platzierungen, Wochen, Auszeichnungen, Anmerkungen) | Höchstplatzierung, Gesamtwochen, AuszeichnungChartplatzierungen (Jahr, Titel, Album, Platzierungen, Wochen, Auszeichnungen, Anmerkungen) | Anmerkungen |
| Jahr | Titel Album                                                | DE | AT | CH | UK | US | FR | CA | Anmerkungen |
| --- | ---------------------------------------------------------- | --- | --- | --- | --- | --- | --- | --- | --- |
| 2002 | Complicated Let Go                                         | DE3 Gold · (17 Wo.)DE | AT2 Gold · (21 Wo.)AT | CH2 Gold · (29 Wo.)CH | UK3 ×2Doppelplatin · (15 Wo.)UK | US2 ×4Vierfachplatin · (31 Wo.)US | FR21 (27 Wo.)FR | CA21 ×4Vierfachplatin · (2 Wo.)CA | Erstveröffentlichung: 10. Juli 2002 Verkäufe: + 6.455.000                                                      |
| 2002 | Sk8er Boi Let Go                                           | DE18 Gold · (10 Wo.)DE | AT7 (17 Wo.)AT | CH17 (19 Wo.)CH | UK8 ×2Doppelplatin · (10 Wo.)UK | US10 ×3Dreifachplatin · (20 Wo.)US | FR28 (15 Wo.)FR | CA29 ×3Dreifachplatin · (1 Wo.)CA | Erstveröffentlichung: 21. Oktober 2002 Verkäufe: + 4.925.000                                                   |
| 2002 | I’m with You Let Go                                        | DE13 (11 Wo.)DE | AT13 (14 Wo.)AT | CH12 (19 Wo.)CH | UK7 Platin · (13 Wo.)UK | US4 Platin · (27 Wo.)US | FR34 (17 Wo.)FR | CA18 Platin · (7 Wo.)CA | Erstveröffentlichung: 19. November 2002 Verkäufe: + 1.685.000                                                  |
| 2003 | Losing Grip Let Go                                         | DE43 (7 Wo.)DE | AT40 (8 Wo.)AT | CH49 (6 Wo.)CH | UK22 (7 Wo.)UK | US64 (6 Wo.)US | — | — | Erstveröffentlichung: 1. April 2003                                                                            |
| 2004 | Don’t Tell Me Under My Skin                                | DE10 (9 Wo.)DE | AT12 (12 Wo.)AT | CH9 (20 Wo.)CH | UK5 (15 Wo.)UK | US22 Gold · (20 Wo.)US | FR53 (19 Wo.)FR | CA5 (4 Wo.)CA | Erstveröffentlichung: 1. März 2004 Verkäufe: + 535.000                                                         |
| 2004 | My Happy Ending Under My Skin                              | DE17 (16 Wo.)DE | AT8 (25 Wo.)AT | CH23 (15 Wo.)CH | UK5 Gold · (9 Wo.)UK | US9 ×2Doppelplatin · (25 Wo.)US | FR39 (14 Wo.)FR | CA11 Platin · (11 Wo.)CA | Erstveröffentlichung: 7. Juli 2004 Verkäufe: + 2.590.000                                                       |
| 2004 | Nobody’s Home Under My Skin                                | DE29 (11 Wo.)DE | AT20 (18 Wo.)AT | CH35 (15 Wo.)CH | UK24 (6 Wo.)UK | US41 Gold · (17 Wo.)US | FR24 (13 Wo.)FR | CA— GoldCA | Erstveröffentlichung: 4. November 2004 Verkäufe: + 600.000                                                     |
| 2005 | He Wasn’t Under My Skin                                    | DE29 (9 Wo.)DE | AT35 (8 Wo.)AT | CH43 (6 Wo.)CH | UK23 (4 Wo.)UK | — | — | — | Erstveröffentlichung: 28. März 2005                                                                            |
| 2006 | Keep Holding On The Best Damn Thing                        | — | — | — | — | US17 Platin · (21 Wo.)US | — | CA1 Platin · (9 Wo.)CA | Erstveröffentlichung: 27. November 2006 Verkäufe: + 1.620.000                                                  |
| 2007 | Girlfriend The Best Damn Thing                             | DE3 Gold · (19 Wo.)DE | AT1 Gold · (27 Wo.)AT | CH3 (25 Wo.)CH | UK2 Platin · (28 Wo.)UK | US1 ×7Siebenfachplatin + Platin (Mastertone) · (24 Wo.)US                                                                                | FR2 (26 Wo.)FR | CA1 ×4×2Vierfachplatin + Doppelplatin (Ringtone) · (53 Wo.)CA                                                                            | Erstveröffentlichung: 19. Februar 2007 Verkäufe: + 11.380.000                                                  |
| 2007 | When You’re Gone The Best Damn Thing                       | DE17 (17 Wo.)DE | AT10 (23 Wo.)AT | CH14 (23 Wo.)CH | UK3 Gold · (22 Wo.)UK | US24 ×2Doppelplatin · (20 Wo.)US | FR17 (24 Wo.)FR | CA13 ×2Doppelplatin · (23 Wo.)CA | Erstveröffentlichung: 19. Juni 2007 Verkäufe: + 2.805.000                                                      |
| 2007 | Hot The Best Damn Thing                                    | DE26 (9 Wo.)DE | AT17 (16 Wo.)AT | CH61 (10 Wo.)CH | UK30 (8 Wo.)UK | US95 (1 Wo.)US | — | CA12 (23 Wo.)CA | Erstveröffentlichung: 2. Oktober 2007 Verkäufe: + 525.000                                                      |
| 2008 | The Best Damn Thing                                        | DE64 (5 Wo.)DE | AT51 (5 Wo.)AT | — | — | — | — | — | Erstveröffentlichung: 13. Juni 2008 Verkäufe: + 60.000                                                         |
| 2010 | Alice Goodbye Lullaby                                      | DE27 (6 Wo.)DE | AT19 (8 Wo.)AT | CH73 (1 Wo.)CH | UK59 (3 Wo.)UK | US71 (3 Wo.)US | — | CA31 (9 Wo.)CA | Erstveröffentlichung: 27. Januar 2010 Verkäufe: + 233.000                                                      |
| 2011 | What the Hell Goodbye Lullaby                              | DE21 (10 Wo.)DE | AT20 (10 Wo.)AT | CH18 (11 Wo.)CH | UK16 Platin · (13 Wo.)UK | US11 ×4Vierfachplatin · (20 Wo.)US | FR18 (14 Wo.)FR | CA4 ×4Vierfachplatin · (19 Wo.)CA | Erstveröffentlichung: 10. Januar 2011 Verkäufe: + 5.620.000                                                    |
| 2011 | Smile Goodbye Lullaby                                      | DE40 (4 Wo.)DE | AT37 (3 Wo.)AT | — | — | US68 Platin · (7 Wo.)US | — | CA31 (14 Wo.)CA | Erstveröffentlichung: 11. April 2011 Verkäufe: + 1.070.000                                                     |
| 2011 | Wish You Were Here Goodbye Lullaby                         | — | — | — | — | US65 (7 Wo.)US | — | CA39 (4 Wo.)CA | Erstveröffentlichung: 31. Juli 2011                                                                            |
| 2013 | Here’s to Never Growing Up Avril Lavigne                   | DE60 (1 Wo.)DE | AT49 (1 Wo.)AT | — | UK14 Silber · (5 Wo.)UK | US20 ×2Doppelplatin · (15 Wo.)US | FR63 (1 Wo.)FR | CA8 ×3Dreifachplatin · (18 Wo.)CA | Erstveröffentlichung: 9. April 2013 Verkäufe: + 2.517.500                                                      |
| 2013 | Rock n Roll Avril Lavigne                                  | — | — | — | UK68 (2 Wo.)UK | US91 (1 Wo.)US | FR128 (1 Wo.)FR | CA21 (2 Wo.)CA | Erstveröffentlichung: 23. August 2013 Verkäufe: + 100.000                                                      |
| 2013 | Let Me Go Avril Lavigne                                    | DE63 (15 Wo.)DE | AT32 (18 Wo.)AT | CH63 (1 Wo.)CH | UK66 (1 Wo.)UK | US78 (2 Wo.)US | FR168 (2 Wo.)FR | CA7 Platin · (14 Wo.)CA | Erstveröffentlichung: 15. Oktober 2013 Verkäufe: + 80.000; feat. Chad Kroeger                                  |
| 2014 | Hello Kitty Avril Lavigne                                  | — | — | — | — | US75 (1 Wo.)US | — | — | Erstveröffentlichung: 21. April 2014 Verkäufe: + 5.000                                                         |
| 2015 | Give You What You Like Avril Lavigne                       | — | — | — | — | — | — | — | Erstveröffentlichung: 30. März 2015                                                                            |
| 2015 | Fly –                                                      | — | — | — | — | — | — | CA31 (1 Wo.)CA | Erstveröffentlichung: 16. April 2015                                                                           |
| 2018 | Head Above Water                                           | DE69 (1 Wo.)DE | AT30 (10 Wo.)AT | CH36 (19 Wo.)CH | UK84 (1 Wo.)UK | US64 Platin · (2 Wo.)US | — | CA2 ×2Doppelplatin · (27 Wo.)CA | Erstveröffentlichung: 21. September 2018 Verkäufe: + 1.215.000                                                 |
| 2018 | Tell Me It’s Over Head Above Water                         | — | — | — | — | — | — | CA20 (1 Wo.)CA | Erstveröffentlichung: 12. Dezember 2018                                                                        |
| 2019 | Dumb Blonde Head Above Water                               | — | — | — | — | — | — | CA31 (1 Wo.)CA | Erstveröffentlichung: 12. Februar 2019 feat. Nicki Minaj                                                       |
| 2019 | Right Where I’m Supposed to Be –                           | — | — | — | — | — | — | — | Erstveröffentlichung: 21. März 2019 mit Hussain Al Jassmi, Luis Fonsi, Tamer Hosny, Assala Nasri & Ryan Tedder |
| 2019 | I Fell in Love with the Devil Head Above Water             | — | — | — | — | — | — | — | Erstveröffentlichung: 15. Juli 2019 Verkäufe: + 20.000                                                         |
| 2020 | We Are Warriors auch bekannt als: Warrior Head Above Water | — | — | — | — | — | — | CA23 (1 Wo.)CA | Erstveröffentlichung: 24. April 2020                                                                           |
| 2021 | Bite Me Love Sux                                           | DE— aDE | — | — | UK61 (1 Wo.)UK | — | — | CA11 Platin · (6 Wo.)CA | Erstveröffentlichung: 10. November 2021 Verkäufe: + 100.000                                                    |
| 2022 | Love It When You Hate Me Love Sux                          | — | — | — | — | — | — | CA26 (2 Wo.)CA | Erstveröffentlichung: 14. Januar 2022 feat. Blackbear                                                          |
| 2022 | Bois Lie Love Sux                                          | — | — | — | — | — | — | — | Erstveröffentlichung: 26. August 2022 feat. Machine Gun Kelly                                                  |
| 2022 | I’m a Mess Love Sux (Deluxe Edition)                       | — | — | — | — | — | — | CA34 (1 Wo.)CA | Erstveröffentlichung: 3. November 2022 feat. Yungblud                                                          |
| 2023 | Fake as Hell –                                             | — | — | — | — | — | — | — | Erstveröffentlichung: 15. September 2023 mit All Time Low                                                      |
| 2025 | Young & Dumb –                                             | — | — | — | — | — | — | — | Erstveröffentlichung: 9. Mai 2025 mit Simple Plan                                                              |
| Folgende Lieder erschienen nicht als Single, wurden aber durch das Album zum Download und Streaming bereitgestellt und konnten somit eine Platzierung erlangen: |                                                            | | | | | | | | |
| |                                                            | | | | | | | | |
| 2013 | Bad Girl Avril Lavigne                                     | — | — | — | — | — | — | CA49 (1 Wo.)CA | Charteinstieg: 23. November 2013 feat. Marilyn Manson                                                          |

### Als Gastmusikerin
| Jahr | Titel Album                                     | Höchstplatzierung, Gesamtwochen, AuszeichnungChartplatzierungen (Jahr, Titel, Album, Platzierungen, Wochen, Auszeichnungen, Anmerkungen) | Höchstplatzierung, Gesamtwochen, AuszeichnungChartplatzierungen (Jahr, Titel, Album, Platzierungen, Wochen, Auszeichnungen, Anmerkungen) | Höchstplatzierung, Gesamtwochen, AuszeichnungChartplatzierungen (Jahr, Titel, Album, Platzierungen, Wochen, Auszeichnungen, Anmerkungen) | Höchstplatzierung, Gesamtwochen, AuszeichnungChartplatzierungen (Jahr, Titel, Album, Platzierungen, Wochen, Auszeichnungen, Anmerkungen) | Höchstplatzierung, Gesamtwochen, AuszeichnungChartplatzierungen (Jahr, Titel, Album, Platzierungen, Wochen, Auszeichnungen, Anmerkungen) | Höchstplatzierung, Gesamtwochen, AuszeichnungChartplatzierungen (Jahr, Titel, Album, Platzierungen, Wochen, Auszeichnungen, Anmerkungen) | Höchstplatzierung, Gesamtwochen, AuszeichnungChartplatzierungen (Jahr, Titel, Album, Platzierungen, Wochen, Auszeichnungen, Anmerkungen) | Anmerkungen                                                                          |
| Jahr | Titel Album                                     | DE | AT | CH | UK | US | FR | CA | Anmerkungen                                                                          |
| ---- | ----------------------------------------------- | --- | --- | --- | --- | --- | --- | --- | ------------------------------------------------------------------------------------ |
| 2010 | Wavin’ Flag –                                   | — | — | — | UK89 (1 Wo.)UK | — | — | CA1 ×3Dreifachplatin · (23 Wo.)CA | Erstveröffentlichung: 12. März 2010 Verkäufe: + 240.000; mit Young Artists for Haiti |
| 2011 | Best Years of Our Lives –                       | — | — | — | — | — | — | — | Erstveröffentlichung: 25. Oktober 2011 Evan T. feat. Avril Lavigne                   |
| 2021 | Flames Internet Killed the Rockstar             | — | — | — | — | — | — | CA50 (1 Wo.)CA | Erstveröffentlichung: 8. Januar 2021 Mod Sun feat. Avril Lavigne                     |
| 2023 | Eyes Wide Shut Illenium                         | — | — | — | — | — | — | — | Erstveröffentlichung: 27. April 2023 Illenium feat. Travis Barker & Avril Lavigne    |
| 2024 | Bulletproof (Remix) –                           | — | — | — | — | — | — | — | Erstveröffentlichung: 16. Mai 2024 Nate Smith feat. Avril Lavigne                    |
| 2024 | Can You Die from a Broken Heart California Gold | — | — | — | — | — | — | — | Erstveröffentlichung: 30. September 2024 Nate Smith feat. Avril Lavigne              |
| 2025 | 77 Dream Into It                                | — | — | — | — | — | — | — | Erstveröffentlichung: 22. April 2025 Billy Idol feat. Avril Lavigne                  |

## Videoalben und Musikvideos

### Videoalben
| Jahr | Titel Musiklabel                                            | Höchstplatzierung, Gesamtwochen, AuszeichnungChartplatzierungen (Jahr, Titel, Musiklabel, Platzierungen, Wochen, Auszeichnungen, Anmerkungen) | Höchstplatzierung, Gesamtwochen, AuszeichnungChartplatzierungen (Jahr, Titel, Musiklabel, Platzierungen, Wochen, Auszeichnungen, Anmerkungen) | Höchstplatzierung, Gesamtwochen, AuszeichnungChartplatzierungen (Jahr, Titel, Musiklabel, Platzierungen, Wochen, Auszeichnungen, Anmerkungen) | Höchstplatzierung, Gesamtwochen, AuszeichnungChartplatzierungen (Jahr, Titel, Musiklabel, Platzierungen, Wochen, Auszeichnungen, Anmerkungen) | Höchstplatzierung, Gesamtwochen, AuszeichnungChartplatzierungen (Jahr, Titel, Musiklabel, Platzierungen, Wochen, Auszeichnungen, Anmerkungen) | Höchstplatzierung, Gesamtwochen, AuszeichnungChartplatzierungen (Jahr, Titel, Musiklabel, Platzierungen, Wochen, Auszeichnungen, Anmerkungen) | Höchstplatzierung, Gesamtwochen, AuszeichnungChartplatzierungen (Jahr, Titel, Musiklabel, Platzierungen, Wochen, Auszeichnungen, Anmerkungen) | Anmerkungen                                                                             |
| Jahr | Titel Musiklabel                                            | DE | AT | CH | UK | US | FR | CA | Anmerkungen                                                                             |
| ---- | ----------------------------------------------------------- | --- | --- | --- | --- | --- | --- | --- | --------------------------------------------------------------------------------------- |
| 2003 | I’m with You / Sk8er Boi Arista Records (BMG Ariola)        | DE*DE | AT*AT | CH*CH | UK*UK | US17 Platin · (8 Wo.)US | FR*FR | CA*CA | Erstveröffentlichung: 11. März 2003 Verkäufe: + 50.000; * siehe Single                  |
| 2003 | Losing Grip / Complicated Arista Records (BMG Ariola)       | DE*DE | AT*AT | CH*CH | UK*UK | US18 Gold · (1 Wo.)US | — | CA*CA | Erstveröffentlichung: 20. Mai 2003 Verkäufe: + 25.000; * siehe Single                   |
| 2003 | My World Arista Records (BMG)                               | DE*DE | AT3 (2 Wo.)AT | CH*CH | UK9 Gold · (8 Wo.)UK | US*US | FR— PlatinFR | CA*CA | Erstveröffentlichung: 2. November 2003 Verkäufe: + 318.000; * siehe Livealbum           |
| 2004 | My Favorite Videos (So Far) RCA Records (Sony BMG)          | — | — | — | — | — | — | — | Erstveröffentlichung: 21. September 2004                                                |
| 2005 | Live at Budokan: Bonez–Tour Arista Records (BMG)            | — | — | — | — | — | — | — | Erstveröffentlichung: 7. Dezember 2005 Verkäufe: + 100.000; nur in Japan veröffentlicht |
| 2008 | The Best Damn Tour – Live in Toronto RCA Records (Sony BMG) | DE*DE | AT5 (3 Wo.)AT | CH2 (3 Wo.)CH | UK5 (6 Wo.)UK | US7 (7 Wo.)US | FR*FR | CA* GoldCA | Erstveröffentlichung: 9. September 2008 Verkäufe: + 5.000; * siehe The Best Damn Thing  |

### Musikvideos
| Jahr | Lied                          | Regie                      |
| ---- | ----------------------------- | -------------------------- |
| 2002 | Complicated                   | The Malloys                |
| 2002 | Sk8er Boi                     | Francis Lawrence           |
| 2002 | I’m with You                  | David LaChapelle           |
| 2003 | Losing Grip                   | Liz Friedlander            |
| 2003 | Knockin’ on Heaven’s Door     | Marc Lostracco             |
| 2004 | Don’t Tell Me                 | Liz Friedlander            |
| 2004 | My Happy Ending               | Meiert Avis                |
| 2004 | Nobody’s Home                 | Diane Martel               |
| 2005 | He Wasn’t                     | The Malloys                |
| 2007 | Girlfriend                    | The Malloys                |
| 2007 | When You’re Gone              | Marc Klasfeld              |
| 2007 | Girlfriend (Remix)            | R. Malcolm Jones           |
| 2007 | Hot                           | Matthew Rolston            |
| 2008 | The Best Damn Thing           | Wayne Isham                |
| 2010 | Alice                         | Dave Meyers                |
| 2011 | What the Hell                 | Marcus Raboy               |
| 2011 | Smile                         | Shane Drake                |
| 2011 | Wish You Were Here            | Dave Meyers                |
| 2012 | Goodbye                       | Mark Liddell               |
| 2013 | Here’s to Never Growing Up    | Robert Hales               |
| 2013 | Rock n Roll                   | Chris Marrs Piliero        |
| 2013 | Let Me Go                     | Christopher Sims           |
| 2014 | Hello Kitty                   | Hisashi Kikuchi            |
| 2015 | Give You What You Like        |                            |
| 2015 | Fly                           | Robb Dipple, Avril Lavigne |
| 2018 | Head Above Water              | Elliott Lester             |
| 2018 | Tell Me It’s Over             | Erica Silverman            |
| 2019 | I Fell in Love with the Devil | Elliott Lester             |
| 2020 | We Are Warriors               | Ryan McFadden              |
| 2021 | Flames                        | Charlie Zwick              |
| 2021 | Bite Me                       | Hannah Lux Davis           |
| 2022 | Love It When You Hate Me      | Audrey Ellis Fox           |
| 2022 | I’m a Mess                    | Patrick Tracy              |
| 2025 | Young & Dumb                  |                            |

## Autorenbeteiligungen
Lavigne schreibt die meisten ihrer Lieder selbst. Die folgende Liste beinhaltet Lieder, die von ihr geschrieben, aber nicht selbst interpretiert wurden.
| Jahr | Titel Interpretation           | Höchstplatzierung, Gesamtwochen, AuszeichnungChartplatzierungen (Jahr, Titel, Interpretation, Platzierungen, Wochen, Auszeichnungen, Anmerkungen) | Höchstplatzierung, Gesamtwochen, AuszeichnungChartplatzierungen (Jahr, Titel, Interpretation, Platzierungen, Wochen, Auszeichnungen, Anmerkungen) | Höchstplatzierung, Gesamtwochen, AuszeichnungChartplatzierungen (Jahr, Titel, Interpretation, Platzierungen, Wochen, Auszeichnungen, Anmerkungen) | Höchstplatzierung, Gesamtwochen, AuszeichnungChartplatzierungen (Jahr, Titel, Interpretation, Platzierungen, Wochen, Auszeichnungen, Anmerkungen) | Höchstplatzierung, Gesamtwochen, AuszeichnungChartplatzierungen (Jahr, Titel, Interpretation, Platzierungen, Wochen, Auszeichnungen, Anmerkungen) | Höchstplatzierung, Gesamtwochen, AuszeichnungChartplatzierungen (Jahr, Titel, Interpretation, Platzierungen, Wochen, Auszeichnungen, Anmerkungen) | Höchstplatzierung, Gesamtwochen, AuszeichnungChartplatzierungen (Jahr, Titel, Interpretation, Platzierungen, Wochen, Auszeichnungen, Anmerkungen) | Anmerkungen                                                |
| Jahr | Titel Interpretation           | DE | AT | CH | UK | US | FR | CA | Anmerkungen                                                |
| ---- | ------------------------------ | --- | --- | --- | --- | --- | --- | --- | ---------------------------------------------------------- |
| 2004 | Breakaway Kelly Clarkson       | DE13 (16 Wo.)DE | AT8 (20 Wo.)AT | CH14 (18 Wo.)CH | UK22 Gold · (8 Wo.)UK | US6 Gold · (46 Wo.)US | — | CA21 Gold · (13 Wo.)CA | Erstveröffentlichung: 20. Juli 2004 Verkäufe: + 2.573.000  |
| 2009 | Keep Holding On Glee           | — | — | — | UK56 (1 Wo.)UK | US47 (3 Wo.)US | — | — | Erstveröffentlichung: 14. Oktober 2009                     |
| 2011 | Dancing Crazy Miranda Cosgrove | — | — | — | — | US100 (1 Wo.)US | — | — | Erstveröffentlichung: 18. März 2011                        |
| 2011 | Cheers (Drink to That) Rihanna | — | — | CH66 (1 Wo.)CH | UK15 Gold · (13 Wo.)UK | US7 ×2Doppelplatin · (18 Wo.)US | FR64 (8 Wo.)FR | CA4 (16 Wo.)CA | Erstveröffentlichung: 2. August 2011 Verkäufe: + 2.645.000 |

## Promoveröffentlichungen
| Jahr | Titel Album                                                   | Anmerkungen                                                                    |
| ---- | ------------------------------------------------------------- | ------------------------------------------------------------------------------ |
| 2003 | Anything But Ordinary Let Go                                  | Erstveröffentlichung: 2003                                                     |
| 2003 | Unwanted Let Go                                               | Erstveröffentlichung: 2003                                                     |
| 2003 | Mobile Let Go                                                 | Erstveröffentlichung: 2003 nur in Australien veröffentlicht                    |
| 2003 | Basket Case My World                                          | Erstveröffentlichung: 2003 Original: Green Day                                 |
| 2003 | Knockin’ on Heaven’s Door My World                            | Erstveröffentlichung: 2003 Original: Bob Dylan                                 |
| 2004 | Lidrock –                                                     | Erstveröffentlichung: 2004                                                     |
| 2004 | Take Me Away Under My Skin                                    | Erstveröffentlichung: 24. Mai 2004                                             |
| 2004 | I Always Get What I Want Under My Skin                        | Erstveröffentlichung: 24. Mai 2004                                             |
| 2005 | Fall to Pieces Under My Skin                                  | Erstveröffentlichung: 7. Juni 2005                                             |
| 2007 | I Will Be The Best Damn Thing                                 | Erstveröffentlichung: April 2007 Original: Leona Lewis                         |
| 2012 | Push Goodbye Lullaby                                          | Erstveröffentlichung: 13. Februar 2012                                         |
| 2012 | How You Remind Me / Bad Reputation One Piece Film: Z (O.S.T.) | Erstveröffentlichung: 12. Dezember 2012 Original: Nickelback / Joan Jett       |
| 2017 | Baby, It’s Cold Outside –                                     | Erstveröffentlichung: 22. November 2017 Original: Frank Loesser; mit Jonny Blu |
| 2022 | Spotify Singles Love Sux / –                                  | Erstveröffentlichung: 24. Juni 2022 Inhalt: Love Sux / Hello                   |

## Sonderveröffentlichungen

### Alben
| Jahr | Titel Musiklabel              | Anmerkungen                                                                             |
| ---- | ----------------------------- | --------------------------------------------------------------------------------------- |
| 2004 | Avril Lavigne Ricordi (Tribe) | Erstveröffentlichung: September 2004 nur im italienischen Tribe Magazine veröffentlicht |

| Jahr | Titel Musiklabel                                              | Anmerkungen                                                    |
| ---- | ------------------------------------------------------------- | -------------------------------------------------------------- |
| 2004 | Let Go / My World Arista Records (Sony BMG)                   | Erstveröffentlichung: 2004 Teil der „2-for-1“-Reihe            |
| 2007 | Under My Skin / Let Go Arista Records (Sony BMG)              | Erstveröffentlichung: 2. Oktober 2006 Teil der „2-for-1“-Reihe |
| 2009 | The Best Damn Thing / Under My Skin Arista Records (Sony BMG) | Erstveröffentlichung: 2. Oktober 2009 Teil der „2-for-1“-Reihe |

### Lieder
| Jahr | Titel Album                                     | Anmerkungen                                                                       |
| ---- | ----------------------------------------------- | --------------------------------------------------------------------------------- |
| 2000 | Temple of Life My Window to You                 | Erstveröffentlichung: 2000 Stephen Medd feat. Avril Lavigne                       |
| 2000 | Two Rivers (Tekahionwake) My Window to You      | Erstveröffentlichung: 2000 Stephen Medd feat. Avril Lavigne                       |
| 2015 | Get Over Me All American                        | Erstveröffentlichung: 25. November 2015 Nick Carter feat. Avril Lavigne           |
| 2017 | Listen Ambitions                                | Erstveröffentlichung: 11. Januar 2017 One Ok Rock feat. Avril Lavigne             |
| 2017 | Wings Clipped Chameleon                         | Erstveröffentlichung: 29. September 2017 Grey feat. Avril Lavigne & Anthony Green |
| 2021 | Flames Internet Killed the Rockstar             | Erstveröffentlichung: 12. Februar 2021 Mod Sun feat. Avril Lavigne                |
| 2021 | Grow Lately I Feel Everything                   | Erstveröffentlichung: 16. Juli 2021 Willow feat. Avril Lavigne & Travis Barker    |
| 2023 | Eyes Wide Shut Illenium                         | Erstveröffentlichung: 28. April 2023 Illenium feat. Travis Barker & Avril Lavigne |
| 2024 | Can You Die from a Broken Heart California Gold | Erstveröffentlichung: 4. Oktober 2024 Nate Smith feat. Avril Lavigne              |
| 2025 | 77 Dream Into It                                | Erstveröffentlichung: 25. April 2025 Billy Idol feat. Avril Lavigne               |

| Jahr | Titel Album                                 | Anmerkungen                                                                                          |
| ---- | ------------------------------------------- | --- |
| 2003 | Knockin’ on Heaven’s Door War Child: Hope   | Erstveröffentlichung: 22. April 2003 Original: Bob Dylan                                             |
| 2003 | O Holy Night Maybe This Christmas Too?      | Erstveröffentlichung: 7. Oktober 2003 mit Chantal Kreviazuk Original: Adolphe Adam & Placide Cappeau |
| 2004 | Knockin’ on Heaven’s Door Unity             | Erstveröffentlichung: 26. Juli 2004 Original: Bob Dylan                                              |
| 2007 | Imagine Make Some Noise                     | Erstveröffentlichung: 12. Juni 2007 Original: John Lennon                                            |
| 2007 | The Scientist Radio 1’s Live Lounge, Vol. 2 | Erstveröffentlichung: 22. Oktober 2007 Original: Coldplay                                            |
| 2011 | Tik Tok Radio 1’s Live Lounge, Vol. 6       | Erstveröffentlichung: 31. Oktober 2011 Original: Kesha                                               |

| Jahr | Titel Soundtrack                                           | Anmerkungen                                                  |
| ---- | ---------------------------------------------------------- | ------------------------------------------------------------ |
| 2002 | Falling Down Sweet Home Alabama – Liebe auf Umwegen        | Erstveröffentlichung: 24. September 2002                     |
| 2003 | I Don’t Give American Pie – Jetzt wird geheiratet          | Erstveröffentlichung: 1. August 2003                         |
| 2004 | I Always Get What I Want Plötzlich Prinzessin 2            | Erstveröffentlichung: 3. August 2004                         |
| 2004 | SpongeBob SquarePants Theme Der SpongeBob Schwammkopf Film | Erstveröffentlichung: 9. November 2004                       |
| 2006 | Keep Holding On Eragon – Das Vermächtnis der Drachenreiter | Erstveröffentlichung: 12. Dezember 2006                      |
| 2010 | Alice Alice im Wunderland                                  | Erstveröffentlichung: 2. März 2010                           |
| 2012 | Bad Reputation One Piece Z                                 | Erstveröffentlichung: 12. Dezember 2012 Original: Joan Jett  |
| 2012 | How You Remind Me One Piece Z                              | Erstveröffentlichung: 12. Dezember 2012 Original: Nickelback |

## Statistik

### Chartauswertung
Die folgende Aufstellung beinhaltet eine Übersicht über die Charterfolge Avril Lavignes in den Album-, Single- und Musik-DVD-Charts. In Deutschland besteht die Besonderheit, dass Videoalben sich ebenfalls in den Albumcharts platzieren, in den weiteren Ländern stammen die Chartausgaben aus den Musik-DVD-Charts. Unter den Singles befinden sich nur Interpretationen von Lavigne, reine Autorenbeteiligungen sind nicht mit inbegriffen.
|                     | DE    | AT    | CH    | UK    | US    | FR    | CA    |
| ------------------- | ----- | ----- | ----- | ----- | ----- | ----- | ----- |
| Nummer-eins-Alben   | DE2DE | AT2AT | CH—CH | UK3UK | US2US | FR—FR | CA5CA |
| Top-10-Alben        | DE6DE | AT7AT | CH7CH | UK6UK | US6US | FR3FR | CA7CA |
| Alben in den Charts | DE9DE | AT8AT | CH9CH | UK8UK | US7US | FR7FR | CA8CA |

|                       | DE     | AT     | CH     | UK     | US     | FR     | CA     |
| --------------------- | ------ | ------ | ------ | ------ | ------ | ------ | ------ |
| Nummer-eins-Singles   | DE—DE  | AT1AT  | CH—CH  | UK—UK  | US1US  | FR—FR  | CA3CA  |
| Top-10-Singles        | DE3DE  | AT5AT  | CH3CH  | UK7UK  | US5US  | FR1FR  | CA8CA  |
| Singles in den Charts | DE18DE | AT18AT | CH15CH | UK19UK | US21US | FR13FR | CA27CA |

|                          | DE    | AT    | CH    | UK    | US    | FR    | CA    |
| ------------------------ | ----- | ----- | ----- | ----- | ----- | ----- | ----- |
| Nummer-eins-Videoalben   | DE—DE | AT—AT | CH—CH | UK—UK | US—US | FR—FR | CA—CA |
| Top-10-Videoalben        | DE—DE | AT2AT | CH1CH | UK2UK | US1US | FR—FR | CA—CA |
| Videoalben in den Charts | DE—DE | AT2AT | CH1CH | UK2UK | US3US | FR—FR | CA—CA |

### Auszeichnungen für Musikverkäufe
Das Lied Bad Reputation wurde weder als Single veröffentlicht, noch konnte es aufgrund von hohen Downloads die Charts erreichen. Dennoch wurde das Lied mit einer Goldenen Schallplatte in Japan ausgezeichnet, womit sich das Lied über 100.000 Mal verkaufte.
| Land/RegionAuszeichnungen für Musikverkäufe (Land/Region, Auszeichnungen, Verkäufe, Quellen) | Silber     | Gold       | Platin         | Diamant     | Verkäufe    | Quellen                                                                                      |
| -------------------------------------------------------------------------------------------- | ---------- | ---------- | -------------- | ----------- | ----------- | -------------------------------------------------------------------------------------------- |
| Argentinien (CAPIF)                                                                          | —          | —          | 8× Platin8     | —           | 288.000     | capif.org.ar AR2                                                                             |
| Australien (ARIA)                                                                            | —          | 5× Gold5   | 26× Platin26   | —           | 1.940.000   | aria.com.au                                                                                  |
| Belgien (BRMA)                                                                               | —          | 5× Gold5   | —              | —           | 115.000     | ultratop.be                                                                                  |
| Brasilien (PMB)                                                                              | —          | 4× Gold4   | 14× Platin14   | —           | 1.065.000   | pro-musicabr.org.br                                                                          |
| Dänemark (IFPI)                                                                              | —          | 4× Gold4   | 3× Platin3     | —           | 205.000     | ifpi.dk                                                                                      |
| Deutschland (BVMI)                                                                           | —          | 5× Gold5   | 2× Platin2     | —           | 1.400.000   | musikindustrie.de                                                                            |
| Europa (IFPI)                                                                                | —          | —          | 4× Platin4     | —           | (4.000.000) | ifpi.org (Memento vom 1. Januar 2014 im Internet Archive)                                    |
| Finnland (IFPI)                                                                              | —          | Gold1      | —              | —           | 16.256      | ifpi.fi                                                                                      |
| Frankreich (SNEP)                                                                            | —          | 2× Gold2   | 2× Platin2     | —           | 550.000     | infodisc.fr snepmusique.com                                                                  |
| Griechenland (IFPI)                                                                          | —          | 3× Gold3   | —              | —           | 27.500      | Einzelnachweise                                                                              |
| Hongkong (IFPI/HKRIA)                                                                        | —          | —          | Platin1        | —           | 15.000      | Einzelnachweise                                                                              |
| Indonesien (ASIRI)                                                                           | —          | Gold1      | —              | —           | 5.000       | Einzelnachweise                                                                              |
| Irland (IRMA)                                                                                | —          | —          | 2× Platin2     | —           | 30.000      | irishcharts.ie                                                                               |
| Italien (FIMI)                                                                               | —          | 3× Gold3   | Platin1        | —           | 315.000     | fimi.it                                                                                      |
| Japan (RIAJ)                                                                                 | —          | 8× Gold8   | 6× Platin6     | 4× Diamant4 | 6.300.000   | riaj.or.jp JP2                                                                               |
| Kanada (MC)                                                                                  | —          | 3× Gold3   | 48× Platin48   | Diamant1    | 4.484.000   | musiccanada.com                                                                              |
| Mexiko (AMPROFON)                                                                            | —          | 2× Gold2   | 2× Platin2     | —           | 260.000     | amprofon.com.mx                                                                              |
| Neuseeland (RMNZ)                                                                            | —          | 8× Gold8   | 14× Platin14   | —           | 380.000     | aotearoamusiccharts.co.nz NZ2 NZ3                                                            |
| Niederlande (NVPI)                                                                           | —          | —          | Platin1        | —           | 80.000      | nvpi.nl                                                                                      |
| Norwegen (IFPI)                                                                              | —          | —          | 2× Platin2     | —           | 40.000      | ifpi.no (Memento vom 5. November 2012 im Internet Archive)                                   |
| Österreich (IFPI)                                                                            | —          | 2× Gold2   | 3× Platin3     | —           | 120.000     | ifpi.at                                                                                      |
| Polen (ZPAV)                                                                                 | —          | 2× Gold2   | —              | —           | 20.000      | olis.pl                                                                                      |
| Portugal (AFP)                                                                               | Silber1    | 3× Gold3   | —              | —           | 45.000      | Einzelnachweise                                                                              |
| Russland (NFPF)                                                                              | —          | Gold1      | 5× Platin5     | —           | 110.000     | https://web.archive.org/web/20090122213402/http://2m-online.ru/gold_n_platinum/ 2m-online.ru |
| Schweden (IFPI)                                                                              | —          | 2× Gold2   | Platin1        | —           | 95.000      | sverigetopplistan.se                                                                         |
| Schweiz (IFPI)                                                                               | —          | Gold1      | 4× Platin4     | —           | 170.000     | hitparade.ch                                                                                 |
| Singapur (RIAS)                                                                              | —          | 3× Gold3   | —              | —           | 15.000      | rias.org.sg                                                                                  |
| Spanien (Promusicae)                                                                         | —          | Gold1      | 2× Platin2     | —           | 210.000     | elportaldemusica.es                                                                          |
| Südkorea (KMCA)                                                                              | —          | —          | —              | —           | 133.000     | Einzelnachweise                                                                              |
| Taiwan (RIT)                                                                                 | —          | —          | 9× Platin9     | —           | 205.000     | Einzelnachweise                                                                              |
| Tschechien (IFPI)                                                                            | —          | Gold1      | —              | —           | 2.500       | Einzelnachweise                                                                              |
| Ungarn (MAHASZ)                                                                              | —          | 2× Gold2   | —              | —           | 18.000      | slagerlistak.hu                                                                              |
| Vereinigte Staaten (RIAA)                                                                    | —          | 6× Gold6   | 44× Platin44   | —           | 50.988.000  | riaa.com                                                                                     |
| Vereinigtes Königreich (BPI)                                                                 | 3× Silber3 | 6× Gold6   | 16× Platin16   | —           | 9.226.000   | bpi.co.uk                                                                                    |
| Insgesamt                                                                                    | 4× Silber4 | 84× Gold84 | 220× Platin220 | 5× Diamant5 |             |                                                                                              |